# 德里佐纳
德里佐纳（義大利語：Drizzona），是意大利克雷莫纳省的一个市镇。总面积11平方公里，人口557人，人口密度50.6人/平方公里（2009年）。国家统计（ISTAT）代码为019042。